# Enrico Garzelli
Enrico Garzelli, italijanski veslač, * 24. julij 1909, † 16. julij 1992.
Garzelli je za Italijo nastopil na Poletnih olimpijskih igrah 1932 in 1936, obakrat v osmercu. Tako v Los Angelesu, kot tudi v Berlinu, je italijanski čoln osvojil srebrno medaljo.